# Marsze śmierci

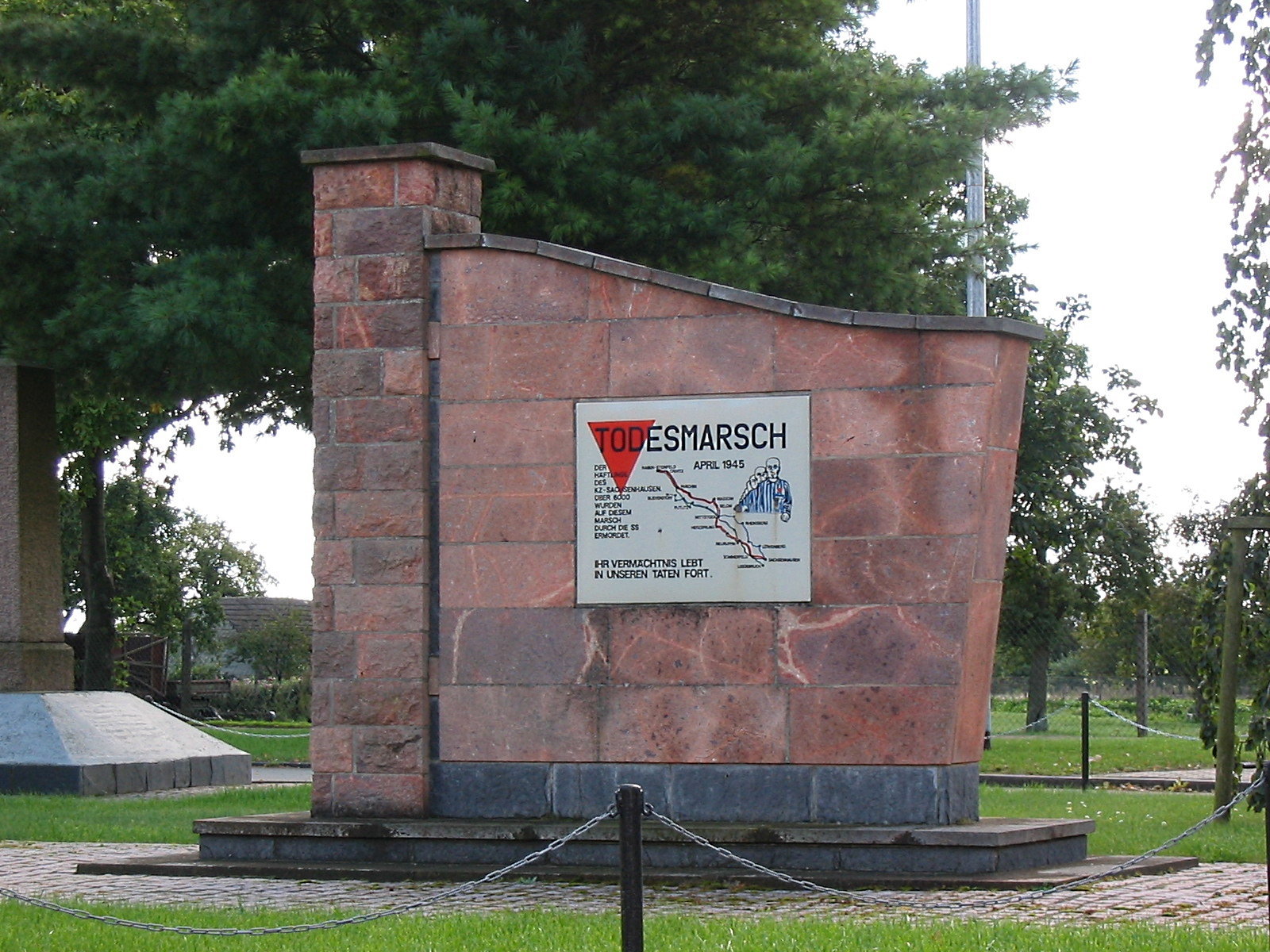
Pomnik poświęcony ofiarom Marszów śmierci w Sachsenhausen

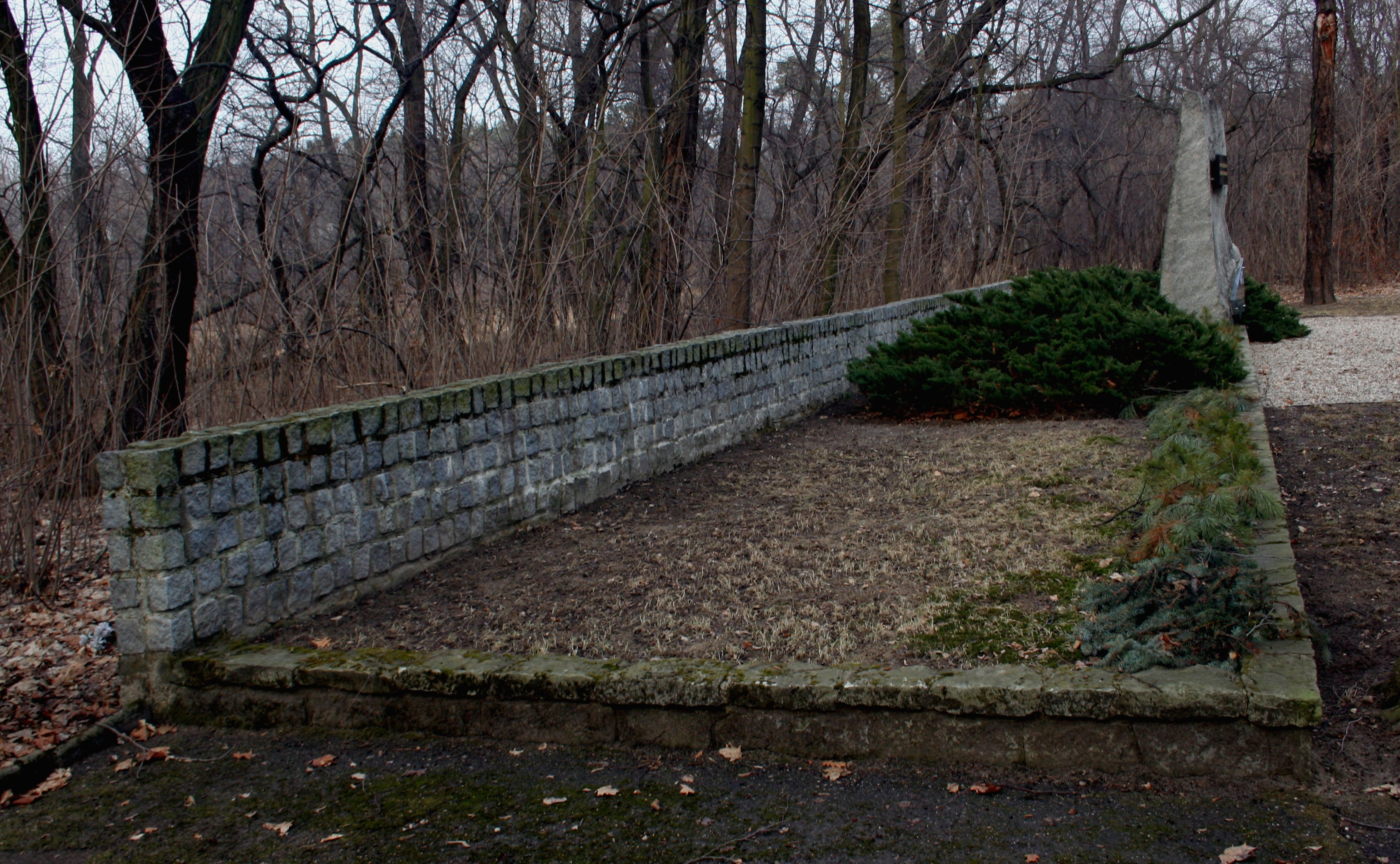
Mogiła zbiorowa 446 więźniów KL Auschwitz w Rybniku Wielopolu

Marsze śmierci – początkowo potoczne, później przyjęte również w nazewnictwie naukowym określenie przymusowej deportacji więźniów i jeńców niemieckich nazistowskich obozów koncentracyjnych przez niemiecki personel obozów pod groźbą natychmiastowej śmierci. Więźniów i jeńców zmuszano do pieszego przemieszczania się bez zapewnienia im odpowiedniego zaopatrzenia. Pędzenie jeńców było zaplanowane i prowadzone przez Niemców w taki sposób, aby spowodować wśród nich jak najwyższą śmiertelność.
Pierwotnie określenie „marsze śmierci” stosowane było do marszy ewakuacyjnych wyruszających z niemieckich obozów koncentracyjnych w Europie Środkowej podczas zbliżania się frontów alianckich, przede wszystkim Armii Czerwonej w 1944 i 1945 roku. Nazwa ta została nadana najpierw przez środowiska więźniarskie, następnie przejęta przez historiografię.
Deportacja jeńców z obozów następowała na kilkanaście dni przed nadejściem frontu. Więźniowie, skrajnie wyczerpani pobytem w obozie i morderczą pracą, byli pędzeni przez Niemców w głąb III Rzeszy, gdzie mieli nadal służyć jako darmowa siła robocza na potrzeby niemieckiego przemysłu zbrojeniowego. Pod koniec wojny celem marszów śmierci były niemieckie statki mające wypłynąć w otwarte morze gdzie w zamierzeniu inicjatorów marszów miały być zatopione przez aliantów jako okręty wojenne przewożące wojsko (doszło do omyłkowych zatopień SS Cap „Arcona” oraz SS „Thielbek”, na których łącznie zginęło ok. 7000 więźniów niemieckich obozów koncentracyjnych Stutthof i Neuengamme).
Marsze stanowiły dramatyczną chwilę w historii więźniów hitlerowskich obozów. Większość marszów odbywała się na mrozie, zimą 1944–1945. Odcinki dziennej marszruty wynosiły ok. 20–30 km, noclegi improwizowane były najczęściej pod gołym niebem. Pasiaki więźniarskie nie pozwalały w stopniu wystarczającym zachować ciepła. Żywieniowe racje dzienne były wypadkową losu. Każde odstępstwo od kolumny traktowane było jako próba ucieczki bądź niezdolność do dalszej drogi i karane natychmiastową śmiercią. Śmiertelność podczas marszów była bardzo wysoka. Tym niemniej zamieszanie i niecodzienność sytuacji więźniarskiej powodowały również dużą liczbę ucieczek.
Pierwsze marsze na ziemiach polskich miały miejsce w 1944 roku z Majdanka, najsłynniejszymi marszami na terenie Polski były marsze z Auschwitz-Birkenau, Gross-Rosen i Stutthof. Najdłuższą drogę wśród więźniów Auschwitz miało do pokonania 3200 osób z podobozu w Jaworznie, które przeszły do KL Gross-Rosen na Dolnym Śląsku. Trasa liczyła około 250 km. Więźniarki z Prus Wschodnich pędzono do Palmicken (obecnie Jantarnyj), gdzie rozstrzelano ok. 3000 osób.
Na terenie Rzeszy więźniów przewożono również pociągami.
W opustoszałych obozach naziści pozostawiali najbardziej wyczerpanych więźniów oraz ciężko chorych, którzy nie byli w stanie wymaszerować. Plany zgładzenia tych pozostawionych więźniów na ogół nie były realizowane ze względu na bliskość frontu i chęć ucieczki szeregowych SS-mannów. Większość z pozostawionych więźniów zmarła z wyczerpania po wyzwoleniu obozów.

## Marsz Auschwitz–Wodzisław Śląski (styczeń 1945)

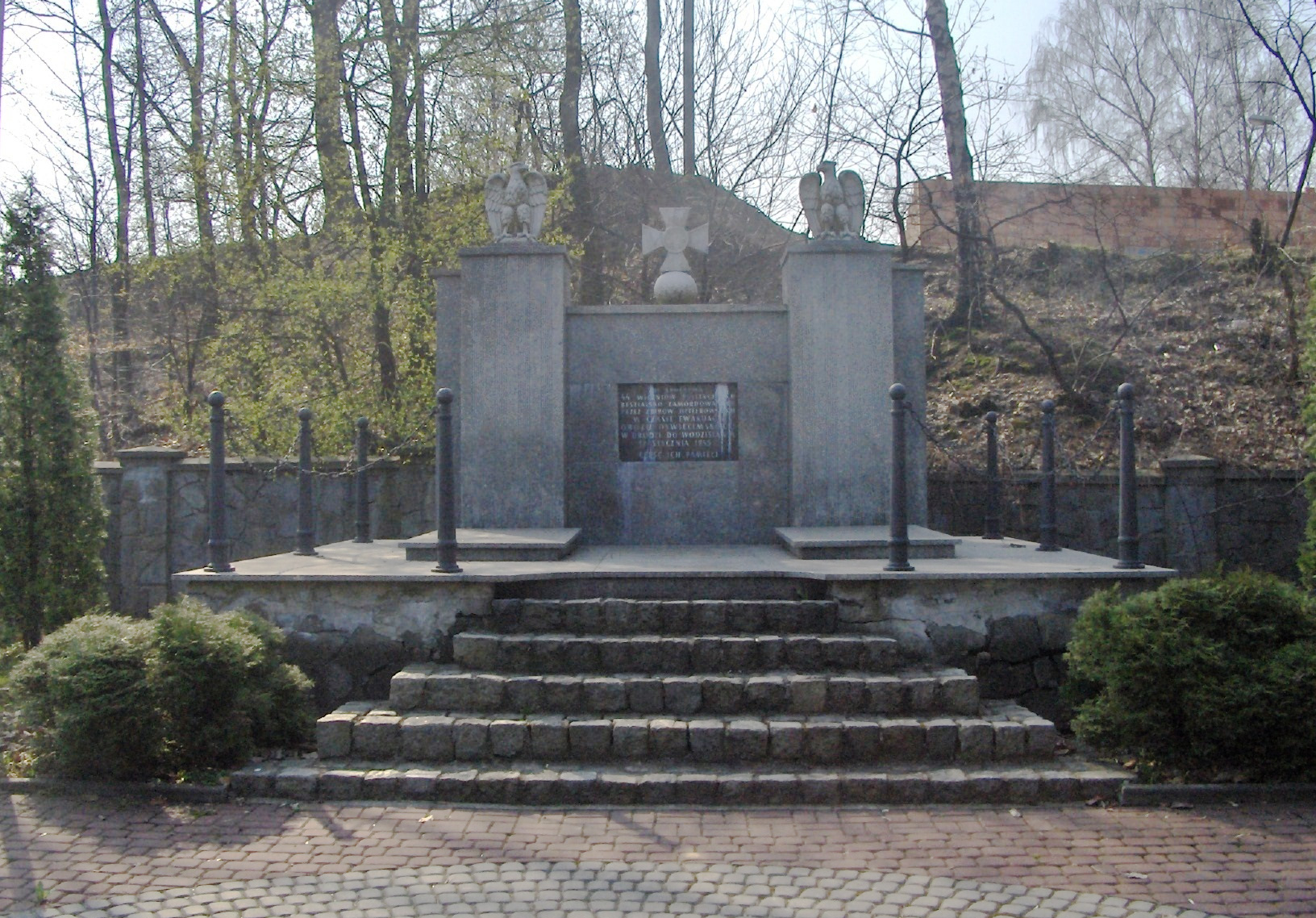
Mogiła i pomnik 44 więźniów ofiar marszu śmierci z KL Auschwitz do Wodzisławia. Pomnik znajduje się na Piaskowej Górze w Wodzisławiu Śląskim

Marsz ten był największym, jaki odbywał się na ziemiach polskich. Odbywał się na 63-kilometrowej trasie z Oświęcimia do Wodzisławia Śląskiego.
17 stycznia 1945 roku w obozie zarządzono ewakuację około 56 000 więźniów. W tym czasie zima była bardzo śnieżna i mroźna. Z tego powodu oraz niezwykłej brutalności Niemców na samej trasie marszu naliczono około 600 ciał, nie licząc wielkiej liczby osób zamordowanych przez hitlerowców poza samą trasą przemarszu oraz w miejscach masowych egzekucji. Więźniowie umierali również pod koniec właściwego marszu już w wagonach. Na stację kolejową Loslau (niemiecka nazwa Wodzisławia Śląskiego) więźniowie dotarli pomiędzy 19 a 23 stycznia 1945 roku. Następnie więźniów ładowano do otwartych wagonów węglowych i w warunkach mrozu na zewnątrz oraz ścisku wewnątrz skierowano transport z Wodzisławia w głąb Rzeszy w kierunku Moraw i Austrii do znajdujących się tam obozów koncentracyjnych m.in. Mauthausen-Gusen. W wyniku mrozu, marszu, transportu oraz egzekucji i brutalności hitlerowców zginęło około 15 000 więźniów.
Na terenie województwa śląskiego w ponad 20 miejscowościach znajdują się miejsca pamięci marszu śmierci. Ponad 800 ofiar zamordowano w Rybniku.

## Marsz Auschwitz – Milęcice (styczeń 1945)

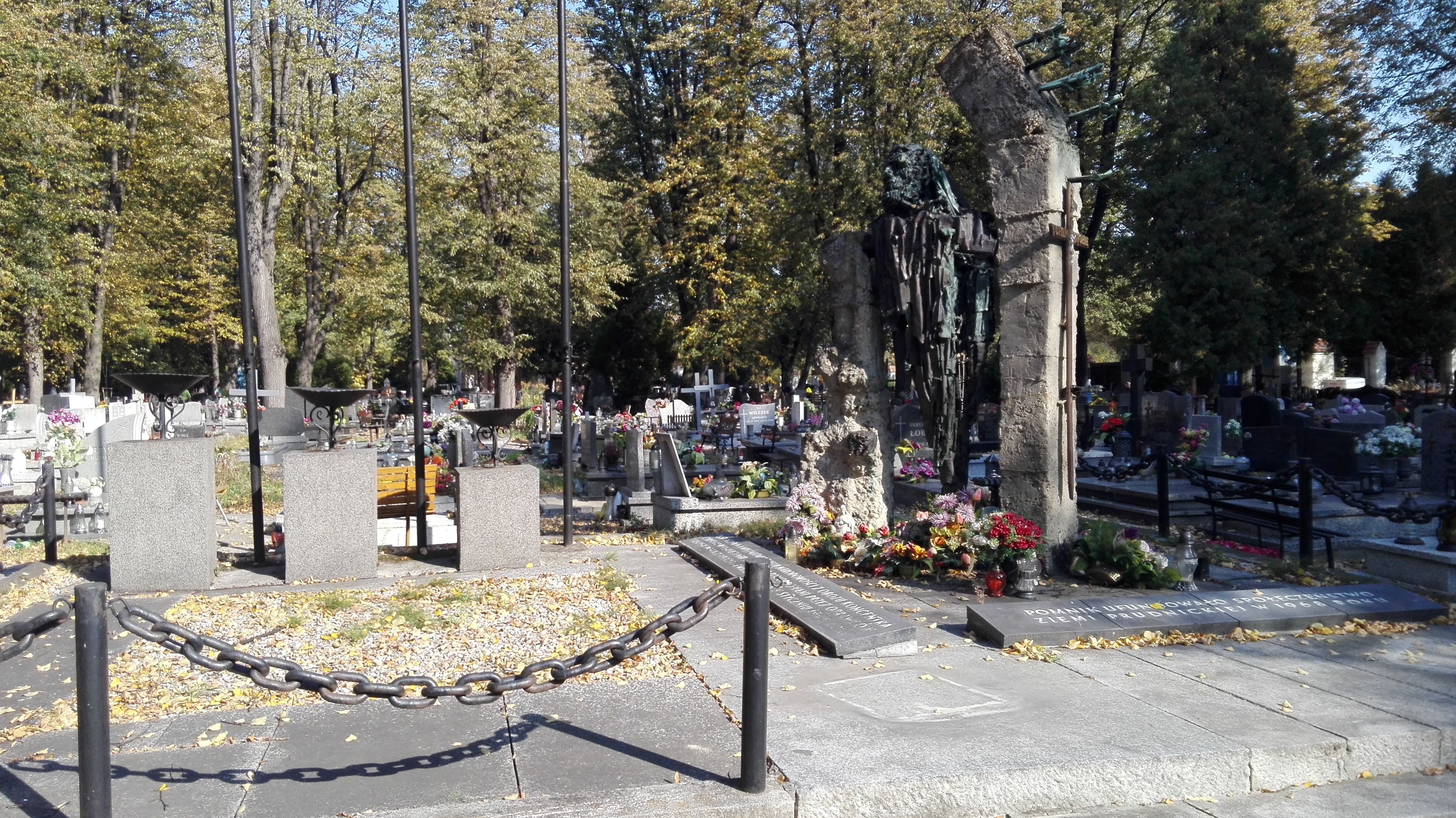
Pomnik w miejscu zbiorowej mogiły ofiar marszu śmierci z Auschwitz do Milęcic. Pomnik znajduje się na cmentarzu w Prudniku

Na przełomie stycznia i lutego 1945 roku w Milęcicach założono Arbeitslager Geppersdorf, filię obozu koncentracyjnego Groß-Rosen, gdy dotarł tutaj marsz śmierci z KL Auschwitz. Marsz 3000 więźniów, w większości Żydów, wyruszył 18 stycznia 1945 roku przez Gliwice, Racibórz, Prudnik, Nysę, Kłodzko, Ząbkowice, Bielawę, Wałbrzych, Jelenią Górę. Do Milęcic dotarło 280 więźniów. W obozie przebywało ok. 400 więźniów, głównie żydowskich. Część z nich zmarła wskutek warunków życia i pracy przy kopaniu polowych umocnień wojskowych. Obóz funkcjonował do 9 maja 1945 r.

## Marsz zKL Stutthof
25 stycznia 1945 r. komendant obozu SS-Obersturmbannführer Paul Werner Hoppe wydał rozkaz ewakuacji więźniów z KL Stutthof. Mieli zostać oni przeprowadzeni do szkoły SS w Lęborku. Trasa marszu prowadziła przez dzisiejsze Mikoszewo, Świbno, Cedry Małe, Cedry Wielkie, Pruszcz Gdański, Kolbudy, Łapino, Niestępowo, Żukowo, Przodkowo, Pomieczyno. W 11 kolumnach około 4 rano wyruszyło 11 tysięcy osób. Były podzielone na damskie i męskie. Więźniowie nie mieli zapewnionych ani odpowiedniej odzieży, ani ilości jedzenia. Kobiety dostały przy wyjściu z obozu po 500 g chleba i 120 g margaryny, miał to być prowiant na całą drogę. Kolumny szły codziennie po około 20 km w temperaturze −20 °C. Wszelkie przejawy buntu czy po prostu wycieńczenia i spowolnienia kolumny były karane natychmiastową śmiercią poprzez rozstrzelanie. Drogi, którymi szli, były usłane wychudzonymi trupami w pasiastych strojach z przestrzelonymi karkami. Niemcy zabraniali pomocy eskortowanym, pomimo to miejscowa ludność z narażeniem życia im pomagała.

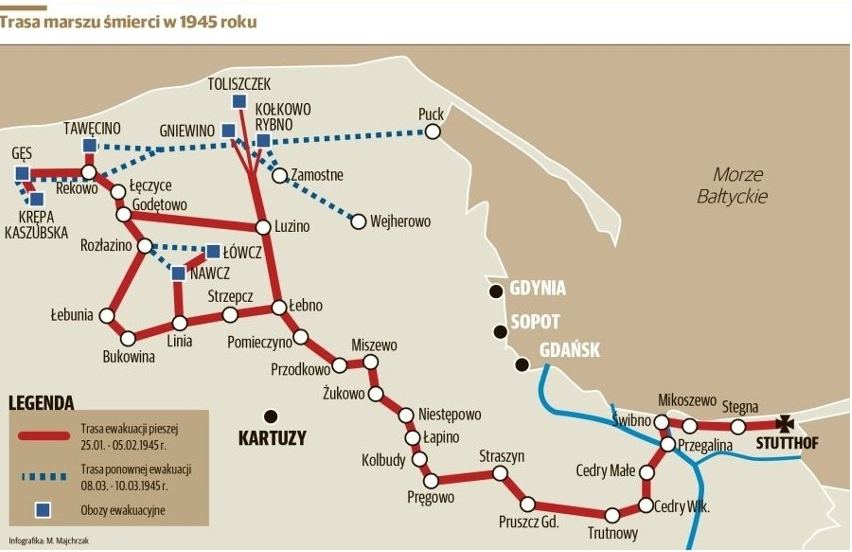
Trasa Marszu Śmierci z KL Stutthof

Po minięciu wsi Łebno kolumny rozdzieliły się i zostały skierowane do kilku obozów ewakuacyjnych. Pierwsza z tras przebiegała przez Luzino w kierunku Gniewina, Toliszczka i Rybna. Druga trasa została wyznaczona przez Strzepcz, Linię, Bukowinę, Łebunię, Rozłazino, Godętowo i Łęczyce. Powstały przesłanki, że część więźniów została skierowana na zachód zupełnie innymi ścieżkami. W czasie 11 dni marszu do obozów ewakuacyjnych zmarło około 2 tysięcy osób, a taka sama liczba została odbita przez Kaszubów.
Ostateczny marsz po ponownej ewakuacji zakończył się 12 marca, czyli po 46 dniach, przez wyzwolenie z rąk Armii Czerwonej w okolicy Wejherowa i Pucka. Z kilkunastu tysięcy osób zmarło ponad 5,5 tysiąca.

## Drogi śmierci 1941
22 czerwca 1941 roku Niemcy napadły na ZSRR. Podczas ewakuacji radzieckich więzień eskorty zabijały więźniów na drodze:
- z Mińska do Czerwienia,
- z Berezwecza do Taklinowa (ob. Mikałajewa),
- z Wilejki do Borysowa i dalej do Riazania,
- z Kowna,
- z Siemiatycz do Judzianki,

i innych.

## Marsze śmierci czeskich Niemców
- brneński (niem. Brünner Todesmarsch) – 20 000 cywilów musiało przejść 55 km do austriackiej granicy. Czeski historyk Tomáš Staněk ocenia całkowitą liczbę ofiar na 1691[11].
- chomutowski (niem. Todesmarsch der Komotauer) – 8000 mężczyzn szło do Saksonii następującą trasą:

Chomutov – Jirkov (niem. Görkau) – Červený Hrádek (zamek Rothenhaus) – Kunnersdorf* – Bartelsdorf* – Eisenberg – Gebirgsneudorf – Deutschneudorf – Nickelsdorf – Obergeorgenthal – Niedergeorgenthal – Maltheuern (Záluzí).
Miejscowości oznaczone „*” nie istnieją (zlikwidowano je wybierając węgiel brunatny).

## Marsze śmierci w Azji Mniejszej
Termin „marsze śmierci” używany jest przez niektóre historiografie także w odniesieniu do jednej z metod eksterminacyjnych, zastosowanych przez państwo tureckie, w celu realizacji ludobójstwa Greków Pontyjskich, Ormian i Asyryjczyków.

## Pamięć
Obchody rocznicy marszu śmierci z KL Auschwitz odbywają się w wielu gminach położonych na trasie przemarszu z Oświęcimia do Wodzisławia Śląskiego. Corocznie w styczniu w Wodzisławiu odbywa się spotkanie, msza święta w intencji ofiar i złożenie kwiatów przez ostatnich żyjących uczestników marszu pod pomnikiem ofiar oświęcimskich. Okazjonalnie w mieście organizowane są również spotkania poświęcone tragicznym wydarzeniom. W dniach 5–6 stycznia 2012 15-osobowa grupa mieszkańców regionu podjęła próbę przejścia trasy „marszu śmierci” z 1945 roku. Szlak prowadził od muzeum w Oświęcimiu przez Brzeszcze, Pszczynę, Studzionkę, Pawłowice, Jastrzębie-Zdrój i Mszanę aż do Wodzisławia Śląskiego. W styczniu 2013 ponownie zorganizowano Rajd „Ku przestrodze” na trasie Oświęcim – Wodzisław Śl. Coroczny Rajd jest organizowany z inicjatywy Jana Stolarza, mieszkańca Radlina, pod auspicjami Oddziału PTTK „Sokół” w Radlinie.
Grecy corocznie, 19 maja, obchodzą Dzień Pamięci o Ludobójstwie Armenów i Pontów (Greków Pontyjskich).